# Lipsanoteca
Lipsanoteca (detta anche capsella), è un termine che deriva dal latino medievale lipsanotheca e che, a sua volta, è derivato dal greco λείψανον e θήκη, con significato di custodia di reliquie. Si tratta di un astuccio, o di una cassetta, o comunque di un contenitore che ha il compito di custodire oggetti preziosi destinati al culto. Si dice anche lipsanoteca un armadio, oppure una sala che contengono reliquari e oggetti preziosi, ad esempio Bibbie miniate.

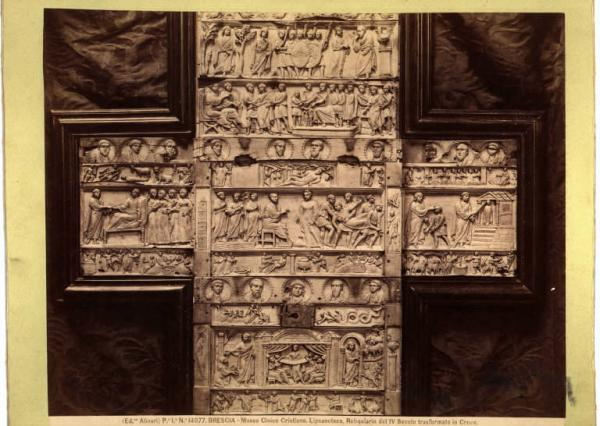
Lipsanoteca di Brescia (aperta a forma di croce)

## Descrizione
Si produssero artistiche lipsanoteche a partire dal IV secolo, quando il culto del Cristianesimo divenne libero. Sono esempi di arte paleocristiana, oggetti preziosi, rivestiti con argento cesellato - o con placche d'avorio finemente lavorate -  rappresentanti scene tratte dal Vecchio e da Nuovo Testamento e dalla vita dei santi. Altre antiche lipsanoteche sono più semplici, scavate in blocchi di marmo e poi chiuse con coperchio di legno. Alcune lipsanoteche derivano da sarcofagi; altre sono scavate in un blocco di pietra grezza. In determinati periodi lo stile del decoro fu influenzato dalla cultura copto-egiziana, da quella longobarda e da quella araba.

### Sale lipsanoteche, armadi
Un elenco dettagliato è impossibileː si segnalano qui esempi di varie tipologie.
- Musei Vaticani, alla Sala della Lipsanoteca, che è nella seconda loggia del palazzo Apostolico, si accede dalla Cappella Sistina, attraverso la cappella Redemptoris Mater. Conserva reliquiari - alcuni veri capolavori di oreficeria - realizzati a partire dal Seicento fino ad oggi: per lo più sono doni ricevuti dai papi in occasione di canonizzazioni.
- La sala della Lipsanoteca capitolare della Concattedrale di Santa Maria di Sezze custodisce reliquie di beati e di santi, contenute in artistici reliquiari (ad ostensorio, a tabella, a busto in argento o in legno dorato o dipinto).
- Nella Chiesa del Gesù Nuovo (Napoli), ci sono due grandi lipsanoteche di legno, scolpite da Giovan Domenico Vinaccia (1625 –1695) e contenenti oltre settanta busti reliquiari.

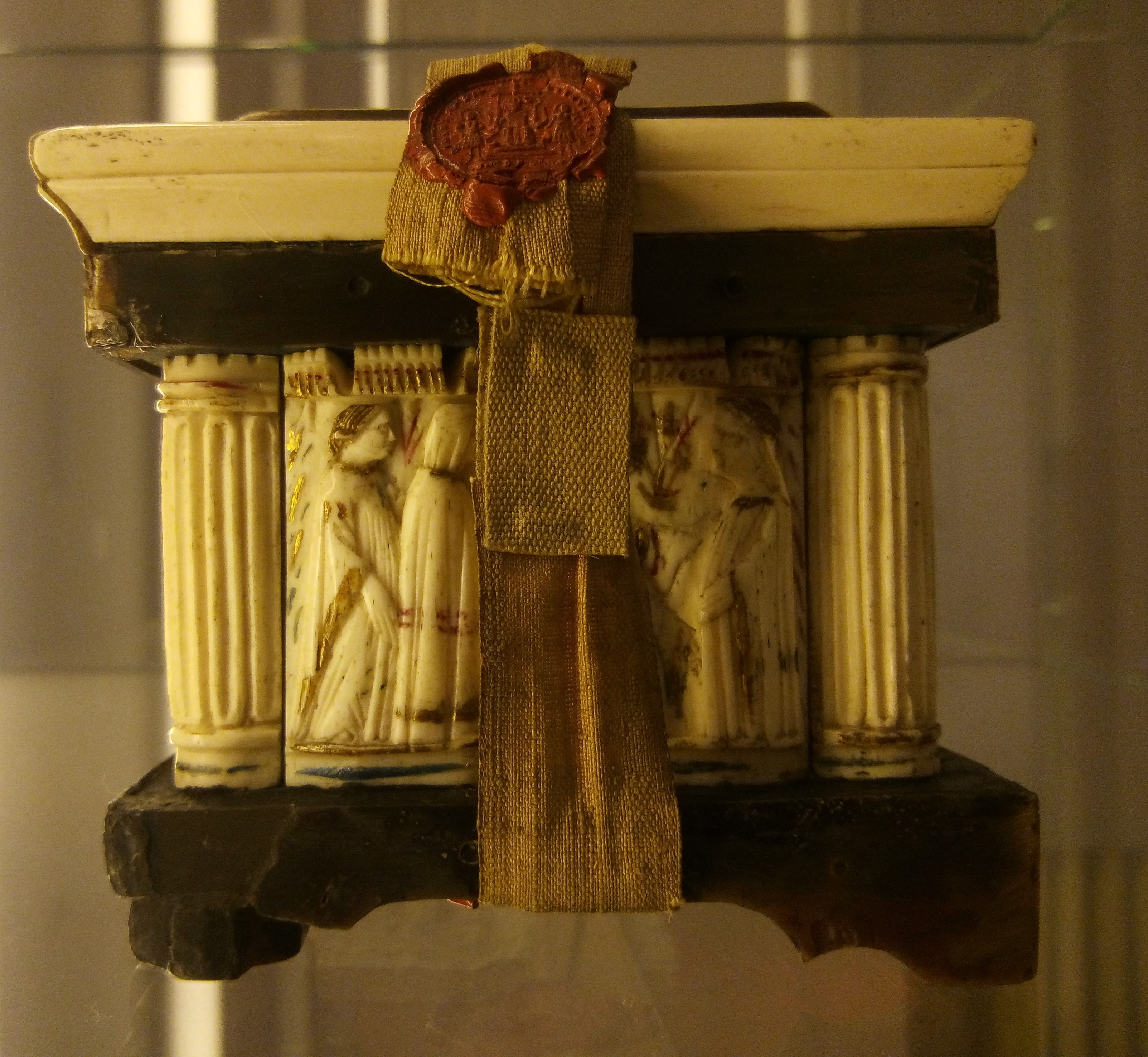
Lipsanoteca in osso e avorio della Bottega degli Embriachi (XV secolo) e custodita presso il Museo della Collegiata di Castiglione Olona

- Lipsanoteca in osso e avorio della Bottega degli Embriachi (XV secolo) e custodita presso il Museo della Collegiata di Castiglione OlonaAll'interno della Sacrestia della Chiesa di San Francesco (Prato) vi è un armadio che custodisce reliquie di santi e beati a partire dal primo secolo dopo Cristo. Di notevole rilievo sono anche i reliquiari stessi, opere di straordinaria bellezza e valore artistico realizzati a partire dal XV secolo.

### Lipsanoteche in chiese e in musei
- Museo di Santa Giulia (Brescia) lipsanoteca di Brescia, IV secolo, cassetta rivestita di avorio, con trentasette scene della vita di Cristo, del Vecchio testamento e di parabole di Gesùː questa lipsanoteca è una testimonianza sull'evolversi della teologia cristiana, nei primi secoli del Cristianesimo.
- Basilica di San Nazaro in Brolo (Milano), IV secolo, cassette in argento.
- Museo archeologico dell'Istria (Pola), IV secolo, cassetta in argento, con storie della Passione di Cristo.
- Museo archeologico nazionale di Venezia, Capsella di Samagher, metà V secolo, cassetta in avorio e con angoli e accessori in argento, rinvenuta nel 1906 sotto un altare della chiesa di Sant'Ermagora di Samagher. Fu assegnata all'Italia a seguito degli accordi post bellici Italia-Iugoslavia del 1960.
- Museo pio cristiano (Vaticano), VI secolo, cofanetti in argento, opere di maestri orientali.

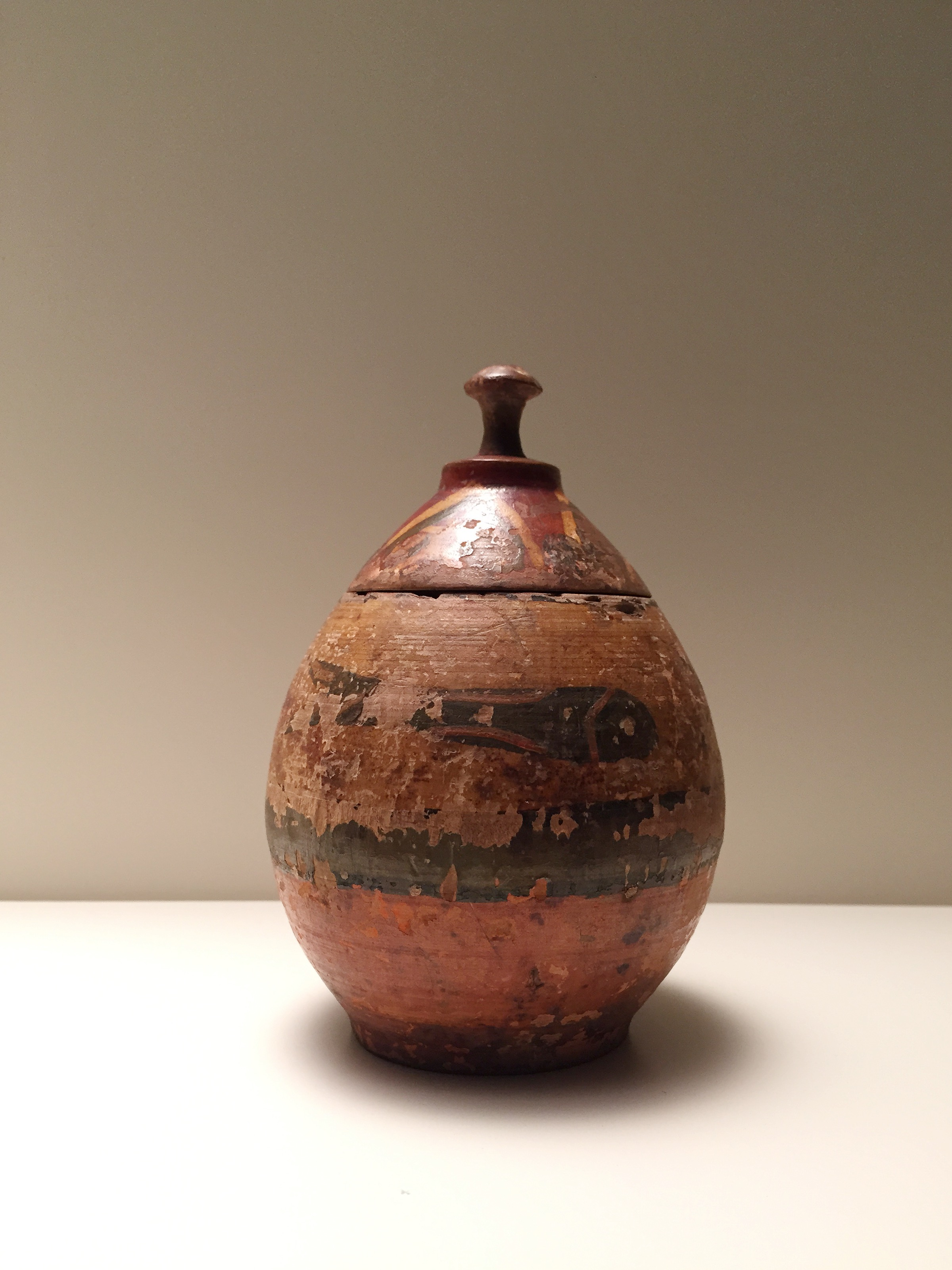
Lipsanoteca di Taüll (XI-XXI secolo)

- Museo del Louvre (Parigi), VI secolo, cofanetti in argento, opere di maestri orientali.
- Museo e tesoro del duomo di Monza, VII e VIII secolo, Reliquiario del dente di san Giovanni Battista, a forma di borsa realizzata in filigrana d'oro, con rilievi e pietre preziose. Su un lato presenta una Crocifissione.
- Monastero di Sant Pere de Galligants (Girona), X secolo, lipsanoteca di Bestracà, in marmo bianco, con rustico coperchio di legno.
- Museo nazionale d'arte della Catalogna (Barcellona), lipsanoteche provenienti da chiese e da monasteri spagnoli di epoca romanica.
- Museu Frederic Marès (Barcellona), lipsanoteche d'alabastro di epoca medievale, alcune ricordano la forma del sarcofago.
- Duomo di Ivrea, cofanetti di epoca medievale.
- Museo nazionale del Bargello (Firenze), nella Sala degli Avori sono presenti cofanetti, esemplari di arte francese, renana e toscana.
- Tesoro della Cappella Palatina (Palermo), cofanetti in avorio di provenienza araba ed egiziana.
- Museo della Collegiata di Castiglione Olona (Varese), bottega degli Embriachi, XV secolo

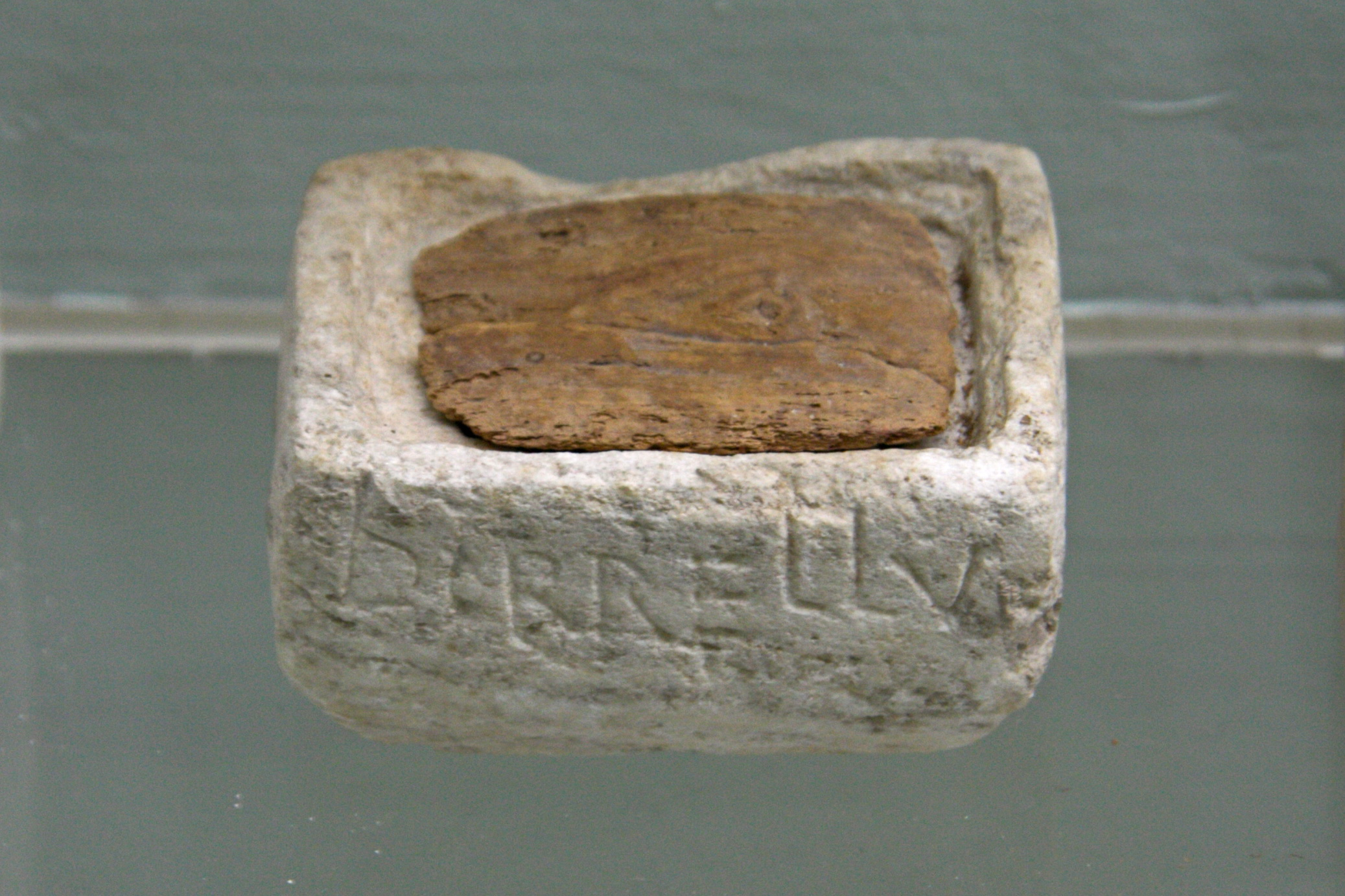
Lipsanoteca di Bestracà, Monastero di Sant Pere de Galligants (Girona)

- Basilica di San Paolo fuori le mura (Roma), cofanetti con arabeschi policromi, in uno stile di derivazione araba.
- Museo diocesano d'arte sacra e benedettino (Nonantola), IX secolo, lipsanoteca in argento sbalzato contenente le calotte craniche di san Senesio e san Teopompo (martirizzati a Nicomedia nel 303) e una cassettina in avorio.

- A Limoges, si produssero preziosi cofanetti, con smalti e bronzi dorati, che rappresentano un rinnovamento nell'arte della decorazione di manufatti destinati alla liturgia e al culto dei santi.